# Hadena pacifica
Hadena pacifica là một loài bướm đêm trong họ Noctuidae.